# عادل محمد العبد المغني
عادل محمد العبد المغني هو كاتب كويتي ولد في 7 سبتمبر/1952م (بفريج الساير) بالحي القبلي بمدينة الكويت القديمة.

## دراسته
درس في هذه المراحل التعليمية بالكويت:
- روضة المنصور 1956-1957- مدرسة الغزالي الابتدائية المتوسطة 1958-1964.
- بمدرسة الشامية المتوسطة 1964-1967
- بثانوية كيفان 1968-1972.
- درس بجامعة الإسكندرية 1972-1976 وحصل على ليسانس آداب.
- دراسات ماجستير من معهد الحضارة الإسلامية – القاهرة 1980.
- دكتوراه في أقتصاديات الكويت قبل النفط جامعة أنديانا 1982.
- دكتوراه في التاريخ الوثائقي من جامعة الحضارة الإسلامية بيروت 2005

## عمله[3]
- التحق بوزارة الخارجية بوظيفة ملحق دبلوماسي بتاريخ 3/11/1976 وعُين في قسم شئون الخليج العربي بالإدارة الاقتصادية.
- رُقيً إلى درجة سكرتير ثالث بتاريخ 3/11/1977 .
- عُين أمين عام مساعد للجنة التعاون مع دول الخليج العربي 1978-1984 .
- رُقيً إلى درجة سكرتير ثان بتاريخ 25/3/1980
- رُقيً إلى درجة سكرتير أول بتاريخ 1/4/1985 .
- عُين رئيساً لقسم العلاقات الثنائية بإدارة شئون مجلس التعاون لدول الخليج العربية 1985 -1987.
- عمل قنصلاً في سفارة الكويت في أبو ظبي يوليو 1987- مارس 1990 .
- رُقيً إلى درجة مستشار بتاريخ 20/4/1992 .
- نائباً لمدير إدارة شؤون مجلس التعاون لدول الخليج العربية 1993 .
- رُقيً إلى درجة وزير مفوض بتاريخ 21/1/2001 .

## نشاطات العمل الوظيفي
- شارك في نشاطات واجتماعات (لجنة التعاون مع دول الخليج العربي) بمقرها في وزارة الخارجية 1976-1980.
- عضو وفد دولة الكويت في اجتماع لجنة التعاون التجاري مع دولة الإمارات العربية المتحدة (أبوظبي) 1977.
- عضو وفد دولة الكويت في الاجتماع الأول لوزراء التخطيط لدول الخليج وشبه الجزيرة العربية – الدوحة 1977.
- رئيس فريق العمل لمشروع الهيئة الخليجية المشتركة للمحافظة على الحيوانات والنباتات الطبيعية في منطقة الخليج وشبه الجزيرة العربية (1977-1979).
- عضو وفد دولة الكويت في اجتماع لجنة غرب آسيا – الكويت 1987.
- عضو وفد دولة الكويت في اجتماع لجنة التعاون التجاري مع العراق – بغداد 1978.
- عضو وفد دولة الكويت في اجتماع وزراء المواصلات في دول الخليج وشبه الجزيرة العربية – مسقط 1978.
- شارك في اجتماعات دورة الأمم المتحدة عام 1978 (اللجنة الاجتماعية).
- ساهم ضمن فريق العمل المكلف بتأسيس مجلس التعاون لدول الخليج العربية 1978-1980.
- مقرر اللجنة الكويتية العراقية لمشروع السكك الحديدية 1978-1980.
- مَثَّل دولة الكويت في اللجنة الخاصة لوضع الهيكل التنظيمي للأمانة العامة لمجلس التعاون – الرياض 1980 .
- مَثَّل دولة الكويت في اللجنة الخاصة لوضع مشروع اللائحة المالية لموظفين الأمانة العامة لمجلس التعاون 1980.
- عضو وفد دولة الكويت في لجنة المصالحة بين اليمن الجنوبي وسلطنة عمان – الكويت 1982.
- كُلف بالإعداد والتنظيم للدورة الدبلوماسية الأولى لدبلوماسيين دول مجلس التعاون – الكويت 1984.
- عضو اللجنة الخاصة المكلفة لحل (الهيئة العامة للخليج والجنوب العربي) الكويت 1992.
- عضو اللجنة الثقافية والتعليمية بوزارة الخارجية منذ عام 1993- 2004 .
- شارك في عدد كبير من الاجتماعات والندوات الداخلة في نطاق مجلس التعاون لدول الخليج العربية.
- ألقى عدداً من المحاضرات في الدبلوماسيين المستجدين بوزارة الخارجية والملحقين العسكريين في سفارات دولة الكويت في الخارج.

## نشاطات العمل الطلابي أيام الدراسة
- مثل مدرسته الشامية للبنين في عدداً من مسابقات بطولة الجري للمسافات القصيرة وأحرز عدة بطولات 1964-1967 .
- أصدر عدداً من مجلات الحائط خلال الدراسة المتوسطة والثانوية بعنوان (الطالب) كما أصدر عدداً من مجلات الحائط خلال الدراسة الجامعية بالإسكندرية بعنوان مجلة (الدروازة).
- التحق بالكشافة البحرية في ثانوية كيفان عام 1968.
- أمين سر الاتحاد الوطني لطلبة الكويت (فرع الإسكندرية) عام 1973 .
- عضو المؤتمر العام للاتحاد الوطني لطلبة الكويت عام 1974 .
- رئيس لجنة الإذاعة في الاتحاد الوطني لطلبة الكويت (فرع الإسكندرية) عام 1975 .
- أقام أول معرض للتراث الشعبي الكويتي بالإسكندرية عام 1975 .

## مؤلفاته
- كتاب (الاقتصاد الكويتي القديم) عام 1977(ط1) عام 1987(ط2).
- كتاب (صور من الماضي) عام 1987.
- كتاب (من التراث الشعبي الكويتي) عام 1988.
- كتاب (صيد الطيور قديماً في الكويت) عام 1988 (ط1) عام 2009 (ط2).
- كتاب (تاريخ العملة في الكويت) عام 1992 .
- كتاب (الأدوات الشعبية الكويتية) عام 1993 .
- كتيب (لمحات من تاريخ طوابع البريد في الكويت) 1993 .
- كتيب (العملة الكويتية عبر العصور) عام 1995 .

كتب (لقاء مع الماضي) عام 1999.
- كتاب (نواخذة الغوص والسفر في الكويت) عام 1999.
- كتاب (شخصيات كويتية) عام 1999.
- كتاب (لمحات من ماضي التعليم والرياضة والكشافة في الكويت)عام 2001.
- كتاب (سور الديرة) خمسة أجزاء عام 2001 :

1. الجزء الأول: ثوابت كويتية.
2. الجزء الثاني: سوالف كويتية.
3. الجزء الثالث: ألعاب الطفولة.
4. الجزء الرابع: مدينة الكويت القديمة.
5. الجزء الخامس: تراث عام.

- كتاب (سيرة حياة رجل) عام 2001.
- كتاب (حادثة هدم السور) 2002.
- كتاب (صور من الذكريات الكويتية) عام 2003.
- كتاب (سفراء دولة الكويت) عام 2003.
- كتاب (ذكريات وحكايات كويتية) عام 2005.
- الكتب والمطبوعات الكويتية النادرة في مكتبة الدكتور عادل العبد المغني عام 2007 م.
- كتاب الحمار في التراث والأدب الكويتي عام 2007 م.
- كتاب وثائق الوقف الكويتية (دراسات تراثية) عام 2008.
- كتاب لبنان الذي في خاطري – 2009.
- أجنحة النوارس (مجموعة قصصية) 2009.
- كتاب المجلات المدرسية الكويتية القديمة 2009.
- رواية (حديث السور) 2010.
- رواية (الكويت.. وطن آخر) 2011
- كتاب (من دفاتر أسفاري) 2016
- كتاب (مساجلات تاريخيه) 2016
- كتاب (ذكرياتي في الأسكندرية) 2017
- كتاب (بدايات الكهرباء في الكويت) 2017
- كتاب (دراسات في التراث الكويتي) 2017
- كتاب (الدبلوماسي عبد الله القصار) 2018
- كتاب (الأديب محمد الفوزان) 2018
- كتاب (حديث الوثائق والأوراق القديمة) 2018
- كتاب (الكتب المدرسية في ماضي الكويت ١٩١٢ - ١٩٦٢) 2018
- كتاب (مجلة الطالب) 2019
- كتاب (يوميات من ماضي الكويت - للاستاذ عبد الحميد الحبشي) 2019
- كتاب (مخطوطة طلابة كويتية نادرة) 2020
- كتاب (يوميات مجلس الأمة التشريعي الأول ١٩٣٨) 2020
- كتاب (محطات كويتية) 2021

## مؤلفات كتبها اساتذة اخرون عن حيات ومؤلفات د. عادل العبد المغني
- كتاب (المبحرون مع التراث - الأديب علي عبد الفتاح) 2012
- كتاب (الرحلة إلى الوطن وآليات إنتاج المعرفة الحضارية في رواية «الكويت وطن آخر» - د. نورة المليفي) 2016
- كتاب (فضاءات التوثيق - دراسة في أعمال الدكتور عادل العبد المغني - د.احمد بكري عصلة) 2016
- كتاب (كتب الشعراء، ديوان شعر ـ الشاعر وليد القلاف «الخراز») 2019
- كتاب (KUWAIT.. ANOTHER HOME - ترجمها فاطمة فخرالدين، د.. طارق فخر الدين) 2019

## النشاطات الصحفية والتلفزيونية والإذاعية
- كتب في الصحافة الكويتية في شؤون التراث الشعبي منذ عام 1975 وبالأخص في صحيفة السياسة والأنباء والقبس.
- مدير تحرير مجلة الشامية والشويخ 1983.
- له زاوية بصحيفة القبس (سور الديرة) 1993 – ولازال.
- أصدر صفحة أسبوعية بصحيفة القبس بعنوان ” من داخل السور ” (1992-1995)
- استضيف في برنامج سهرة تلفزيونية بعنوان (الكويت وجود وحدود) 1993.
- قام بإعداد وتقديم برنامج تلفزيوني بعنوان (مساجد الكويت القديمة) 1994.
- استضيف في برنامج سهرة تلفزيونية بعنوان (ثوابت كويتية) 1994.
- استضيف في برنامج سهرة تلفزيونية بعنوان (ينابيع المعرفة) 1996.
- استضيف في برنامج سهرة إذاعية بعنوان (أمسية الأربعاء) 1996.
- استضيف في برنامج سهرة إذاعية بعنوان (همس القلم) 1997.
- قام بإعداد وتقديم (30) حلقة تلفزيونية تراثية بعنوان (أيام زمان) 1998.
- استضيف في برنامج سهرة تلفزيونية بعنوان (كاتب وكتاب) 1999.
- استضيف في برنامج سهرة إذاعية بعنوان (المأثورات الشعبية) 1999.
- قام بإعداد وتقديم فيلم وثائقي تلفزيوني بعنوان (تاريخ العملة في الكويت) 2000.
- استضيف في برنامج سهرة إذاعية بعنوان (جوال) 2001.
- استضيف عدة مرات في البرنامج الإذاعي اليومي (هاتف المساء) 2000-2002.
- استضيف في برنامج يومي إذاعي على مدى حلقتين (أوليات كويتية) 2002.
- استضيف في برنامج تلفزيوني (على مدى خمس حلقات) بعنوان (شخصيات كويتية) إعداد وتقديم الأستاذ رضا الفيلي 2003.
- استضيف في عدد من البرامج الإذاعية عام 2005.
- استضيف في برنامج تلفزيوني (كاتب وكتاب) عام 2005 .
- استضيف في برنامج تلفزيوني (توالي الليل)عام 2005.
- استضيف في برنامج (حنين) عام 2007.
- أستضيف في برنامج (أصل الحكاية) عام 2010.

## المعارض
- أقام ستة معارض (خاصة) بداخل وخارج الكويت وشارك في أثنى عشر معرضاً (مشتركاً) بداخل وخارج الكويت هي:

1. معرض التراث والفولكلور الكويتي – الإسكندرية – عام 1973 (خاص).
2. معرض تاريخ طوابع البريد في الكويت – الكويت – عام 1993 (خاص).
3. معرض (بولندا) 1993 لطوابع البريد– مدينة بوزنان البولندية – عام 1993(مشترك).
4. معرض التراث الشعبي – جامعة الكويت – عام 1995(مشترك).
5. المعرض الخليجي الأول لطوابع البريد – أبو ظبي – عام 1995(مشترك).
6. المعرض الأول لتاريخ العملة في الكويت– الكويت – عام 1996 (خاص).
7. المعرض الخليجي الثاني لطوابع البريد – البحرين– عام 1996 (مشترك).
8. المعرض الخليجي الثالث لطوابع البريد – الرياض – عام 1997(مشترك).
9. معرض الكتب والمطبوعات الكويتية القديمة – رابطة الأدباء في الكويت – عام 1998 (خاص).
10. المعرض الخليجي الرابع لطوابع البريد – مسقط – عام 1998 (مشترك).
11. المعرض الأول للكتب الكويتية– جمعية الصحافيين الكويتية – عام 1998 (مشترك).
12. المعرض الخليجي الخامس لطوابع البريد– الدوحة – عام 1999 (مشترك).
13. المعرض الخليجي السادس لطوابع البريد– الكويت – عام 2000 (مشترك).
14. معرض صور تاريخ مدارس الكويت القديمة– الشارقة – عام 2000 (مشترك).
15. معرض هواة جمع التراث – متحف الكويت الوطني – عام 2001 (مشترك).
16. معرض الكويت في قلب التاريخ – جامعة الكويت – عام 2002 (مشترك).
17. المعرض الثاني لتاريخ العملة في الكويت – الكويت – عام 2002(خاص).
18. المعرض الأول لتاريخ الصحافة الكويتية – رابطة الأدباء – الكويت -2003 (خاص)

## نشاطات العمل الاجتماعي
- عضو جمعية الخريجين الكويتية منذ عام 1976.
- عضو الجمعية الجغرافية الكويتية منذ عام 1976.
- عضو مجلس إدارة جمعية الشامية والشويخ التعاونية 1980-1983.
- أمين سر مجلس حي منطقة الشامية والشويخ 1983.
- عضو نادي القادسية الرياضي 1984.
- عضو جمعية الصحافيين الكويتية منذ عام 1995.
- عضو رابطة الأدباء في الكويت منذ عام 1996.
- عضو لجنة تسمية مساجد الكويت منذ عام 1997.
- عضو اللجنة الاستشارية العليا للتوثيق الإعلامي والتراث والفنون الكويتية منذ عام 2001.
- شارك بتأسيس الجمعية الكويتية لهواه الطوابع والعملات وأصبح نائباً للرئيس عام 2005.
- عضو لجنة تسمية الشوارع والميادين في الكويت منذ عام 2006.
- عضو لجنة إصدار طوابع البريد في دولة الكويت 2010.
- أمين عام رابطة الأدباء الكويتيين 2011.
- شارك في عدد كبير من الندوات والمؤتمرات والاجتماعات في مجال التراث الشعبي بداخل وخارج الكويت كتقديم ورقات عمل أو إلقاء محاضرات أو ترأس للجلسات.

## الجوائز وشهادات التقدير والدروع
- شهادة تقدير من معرض التراث الشعبي الكويتي بالإسكندرية عام 1973.
- شهادة تقدير من مجلس حي منطقة الشامية والشويخ عام 1983.
- درع تذكاري + شهادة تقدير عن معرض تاريخ طوابع البريد في الكويت عام 1983.
- درع تذكاري + شهادة تقدير عن معرض التراث الشعبي (جامعة الكويت) عام 1995.
- شهادة تقدير عن ورقة العمل المقدمة في ندوة الحفاظ على المباني التاريخية والتراثية بدول مجلس التعاون (الدوحة – قطر عام 1994). عنوان الورقة (آثار الغزو العراقي على المباني التاريخية والتراثية بدولة الكويت).
- ميدالية ذهبية + شهادة تقدير عن المعرض الخليجي الأول لطوابع البريد أو ظبي عام 1995.
- درع تذكاري + شهادة تقدير من جريدة القبس الكويتية عام 1995.
- شهادة تقدير عن معرض تاريخ العملة في الكويت عام 1996.
- ميدالية ذهبية + شهادة تقدير عن المعرض الخليجي الثاني لطوابع البريد – البحرين عام 1996.
- مجسم تذكاري + شهادة تقدير عن فوز كتاب (تاريخ العملة في الكويت) بجائزة الدولة التقديرية عام 1995.
- شهادة تقدير من وزارة المواصلات (إدارة البريد) عن المشاركة في المعرض الثاني لطوابع البريد – البحرين عام 1996.
- درع تذكاري + شهادة تقدير عن المعرض الخليجي الثالث لطوابع البريد – الرياض عام 1997.
- شهادة تقدير + هدية تذكارية من جمعية الشامية والشويخ التعاونية عام 1997.
- شهادة تقدير عن المعرض الخليجي الرابع لطوابع البريد – مسقط 1998.
- شهادة تقدير عن المعرض الأول للكتب الكويتية – جمعية الصحافيين الكويتية عام 1998.
- شهادة تقدير عن المعرض الخليجي الخامس لطوابع البريد – الدوحة عام 2000.
- شهادة تقدير + درع تذكاري عن المعرض الخليجي السادس لطوابع البريد – الكويت عام 2001.
- شهادة تقدير عن المشاركة في معرض الكويت في قلب التاريخ– جامعة الكويت عام 2002.
- شهادة تقدير ودرع تذكاري بمناسبة الاحتفال الأول لتكريم الدبلوماسيين عام 2003.
- درع تذكاري كضيف في البرنامج التلفزيوني (زيارة إلى …) عام 2005 .
- جائزة جورج طربيه للثقافة والإبداع في الوطن العربي (شهادة وسيف ودرع مذهب) 2005.
- براءة تقدير من اليوم العالمي للبيئة – لبنان 2006.
- ميدالية ذهبية من جامعة الحضارة – تكريم الأدباء والمفكرين من الوطن العربي – لبنان 2006.
- درع تذكاري + شهادة تقدير – تكريم وزراء الثقافة والتراث لدول مجلس التعاون الخليجي – مسقط أبريل 2009

## الهوايات
له العديد من الهوايات أحبها ومارسها منذ طفولته وأخذت تكبر وتنمو معه مروراً بسنوات عمره في حين أنه أنفق عليها أموالاً طائلة حتى أصبحت ثروة تراثية لا تقدر بثمن وهي بحد ذاتها تمثل رصيداً هاماً لتاريخ الكويت وهي:
1. يهوى البحث والكتابة والتوثيق للتراث الكويتي وأصدر حتى الآن نحو (25) كتاباً مطبوعاً.
2. لديه أرشيف كامل لطوابع البريد الكويتية منذ عام 1923.
3. لديه أرشيف كامل للعملة المتداولة في الكويت منذ تأسيس الكويت.
4. لديه متحف تراثي كويتي نادر.
5. لدية أرشيف للصور الكويتية القديمة يقدر عددها بأكثر من (100000) صورة
6. لديه مكتبة تراثية كويتية نادرة. تضم معظم المؤلفات التي صدرت عن الكويت في جميع المجالات ويقدر عددها بأكثر من 3000 كتاب.
7. لديه أرشيف كامل للصحافة الكويتية القديمة منذ أول مجلة كويتية (مجلة الكويت 1928) وما صدر بعدها.

## وصلات خارجية
صفحة الكاتب عادل العبد المغني في رابطة الأدباء الكويتيين